# Corrie ten Boom

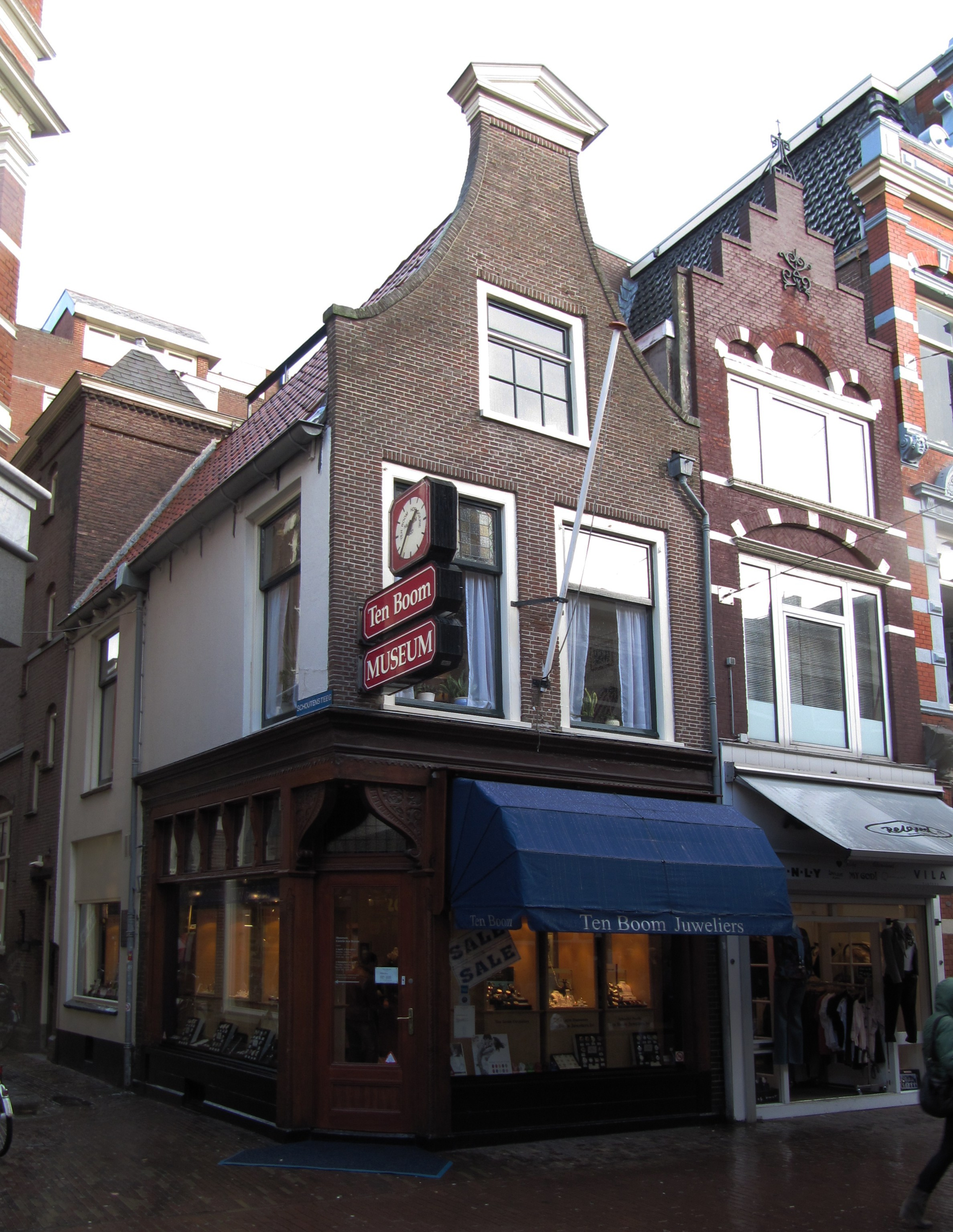
De woning boven de horlogewinkel in de Barteljorisstraat is nu een museum

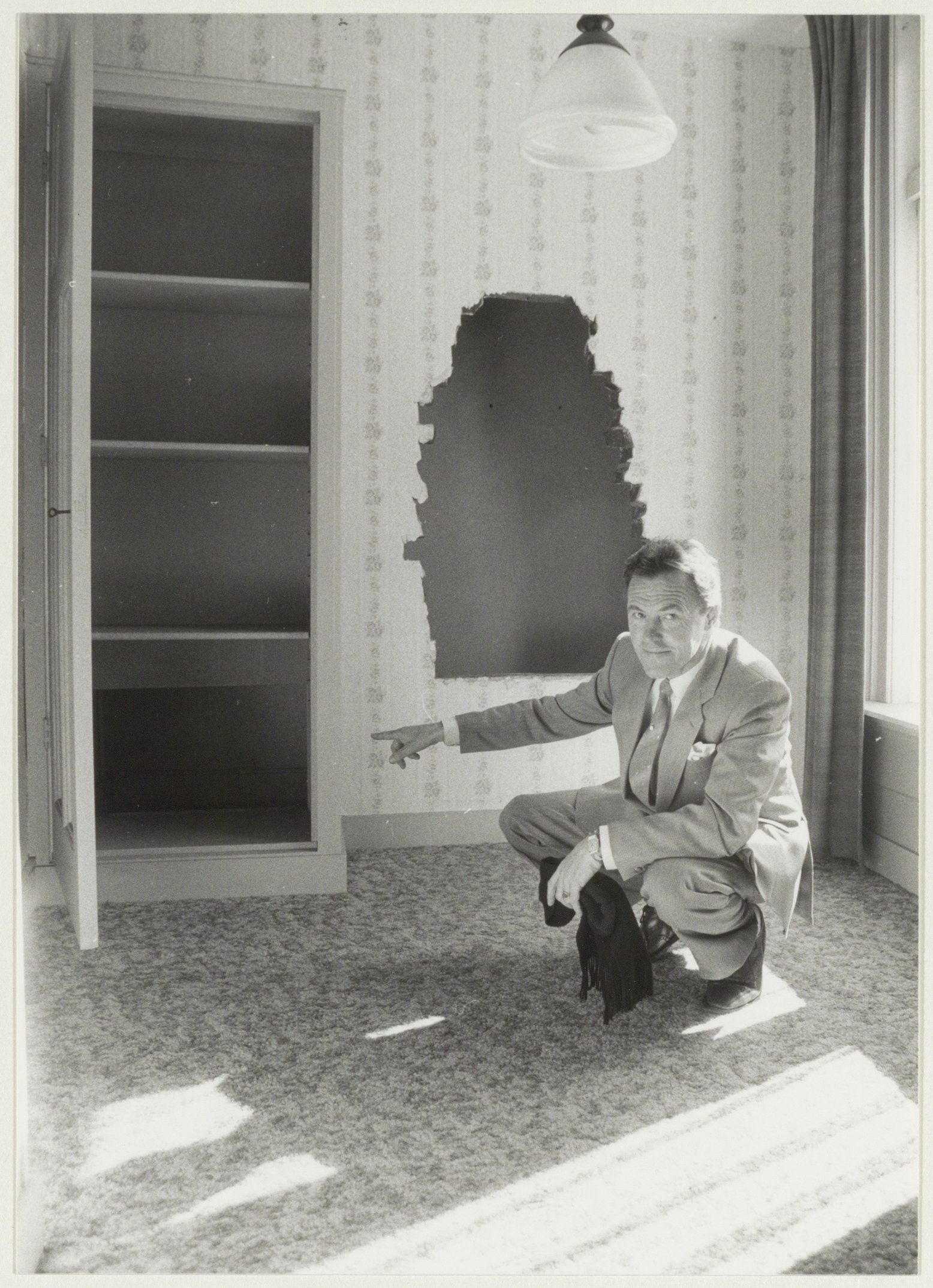
De toegang tot het geheime kamertje, zoals het in 1988 hersteld werd

Cornelia Arnolda Johanna “Corrie” ten Boom (Amsterdam, 15 april 1892 – Placentia, 15 april 1983), voor de jongere generatie “Tante Kees”, was een Nederlandse evangeliste en (tijdens de Tweede Wereldoorlog) verzetsstrijdster, die met haar familie onderdak bood aan Joodse vluchtelingen. Ze werd gearresteerd maar overleefde concentratiekamp Ravensbrück.

## Levensloop

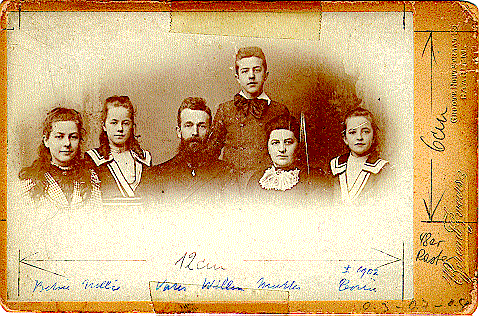
Casper ten Boom met zijn vrouw en vier kinderen in 1902

### Voor de oorlog
Corrie ten Boom groeide op in een protestants gezin in Haarlem dat behoorde tot de Nederlandse Hervormde Kerk. Haar vader Casper ten Boom (1859-1944) was een internationaal bekende horlogemaker. Het gezin woonde in de Barteljorisstraat, boven de horlogewinkel. Corrie ten Boom en haar oudere zus Betsie (1885-1944) waren ongetrouwd en bleven bij hun ouders wonen. Zij bekwaamden zich in het horlogemaken. Corrie leerde het vak in Zwitserland en was in 1924 de eerste gediplomeerde vrouwelijke horlogemaker in Nederland.
De familie had ervaring met pleegkinderen doordat ze geregeld kinderen van zendelingen verzorgden. Corrie gaf catechisatieles aan verstandelijk beperkten en begon ook een padvindersclub voor meisjes, De driehoekmeisjes. Dit heeft ze jaren gedaan. In deze club ontwikkelden meisjes hun talenten, onder andere voor muziek en gymnastiek.

### Tijdens de Tweede Wereldoorlog
Tijdens de Tweede Wereldoorlog (moeder Ten Boom was inmiddels overleden) had het gezin Joodse en andere onderduikers in huis. In het huis werd een geheime kamer gebouwd, waarin de onderduikers zich in geval van nood konden verschuilen.
Volgens het boek De schuilplaats (zie hierna) was de geheime kamer ingericht voor een langdurig verblijf met een voorraadje drinkwater en vitaminen. Dat is niet juist – er werd op gerekend dat de kust na een paar uur weer veilig zou zijn. Er was dan ook geen proviand in de geheime kamer.

#### Inval
Op 28 februari 1944 werd het gezin verraden door Jan Vogel. De Gestapo viel het huis binnen. Er werd op dat moment een Bijbelstudie gehouden, zodat er veel bezoekers waren, onder wie enkele verzetsstrijders. De vier onderduikers en de twee verzetsstrijders verborgen zich tijdig in de geheime kamer.
De Gestapo vermoedde dat er een geheime kamer in het huis was. Het gezin Ten Boom werd naar de gevangenis van Scheveningen (het Oranjehotel) gebracht en het huis werd grondig doorzocht. De kamer werd niet gevonden. Het huis werd daarna onder politiebewaking gezet – als er onderduikers in een geheime kamer zaten, dan zouden ze, was de verwachting, na verloop van tijd wel naar buiten komen.
De onderduikers zaten intussen in hun benauwde gevangenis. Er was niets te eten of te drinken. Er was toevallig een blik dat als toiletemmer kon dienen, maar dat blik werd later door een onhandige beweging omgeschopt. Een van de Joden had de gewoonte onbevreesd hardop in het Hebreeuws te bidden, tot ongenoegen van de anderen die wanhopig probeerden zijn mond dicht te houden.

#### Bevrijding van de onderduikers
Een man meldde bij de politie dat zijn zoon niet thuis was gekomen. De melding werd opgenomen door een agent, die 'goed' was. Hij vermoedde dat de jongeman in het huis van Ten Boom zat en hij zorgde ervoor dat hij zelf voor de bewaking mocht zorgen. Dat lukte op 1 maart. De agent wist ook niet waar de geheime kamer was, maar hij riep in het huis de naam van de vermiste jongeman. Deze zat inderdaad in de geheime kamer en de familie Ten Boom kende hem alleen bij zijn schuilnaam als verzetsstrijder. Verder wist niemand dat hij zich in het huis bevond. De onderduikers vermoedden dat de kust veilig was en kwamen tevoorschijn, zodat ze bevrijd konden worden. Ze hadden zich twee dagen zonder eten en drinken verborgen weten te houden.

#### Gevangenschap van de familie Ten Boom
Vader Ten Boom overleed in de gevangenis, op 9 of 10 maart 1944. Corrie en haar zus Betsie kwamen via het Oranjehotel en kamp Vught in het Duitse concentratiekamp Ravensbrück terecht. Er was daar veel ongedierte en toen Corrie klaagde over de aanwezigheid van luizen, antwoordde Betsie met “je moet God danken voor alles, zelfs voor de luizen”. Later bleek dat de bewakers vanwege de luizen op afstand bleven. Het gaf Corrie en Betsie de gelegenheid met anderen in hun barak bijbelstudies te houden, absoluut verboden door de nazi's omdat de Bijbel “een boek vol leugens” was. Betsie overleed in Ravensbrück op 16 december 1944. Corrie werd enige dagen daarna vrijgelaten, naar later bleek als gevolg van een administratieve fout. Van de familie Ten Boom bleek na de oorlog ook neef Christiaan “Kik”, eveneens actief in het verzet, de Duitse concentratiekampen niet overleefd te hebben.

### Na de oorlog
Na de oorlog stortte Corrie ten Boom zich volledig op evangelisatieactiviteiten. In dat kader kwam ze in 1946 weer in Duitsland terecht. In totaal bezocht ze meer dan zestig landen. Centraal in haar christelijke boodschap stond de vergeving door Jezus Christus en in het verlengde daarvan de vergeving door mensen. Ze maakte dit zelf aan den lijve mee toen ze na de oorlog Jan Vogel, de man die haar familie had verraden, leerde kennen. Ten Boom was eerst verbitterd, maar in de bijbel had ze gelezen dat in Gods ogen haat gelijk staat aan moord. Ze stuurde een brief aan Vogel, die in de gevangenis zat, waarin ze hem schreef dat zij hem zijn verraad en het daaruit volgende leed voor haar en haar familie vergaf “omdat Jezus in mijn hart woont”. Bij de brief had ze een Nieuw Testament gevoegd en daarin de 'weg tot behoud' onderstreept. In 1947 kwam een van haar voormalige kampbewaarders uit Ravensbrück na een bijeenkomst bij haar. Ook hem schonk ze de vergeving waar hij om vroeg. Ook de verpleegkundige van Betsie schonk ze op een later moment vergeving.
Haar levensverhaal werd door John en Elizabeth Sherrill verwerkt tot de roman The Hiding-Place (vertaald als De schuilplaats) uit 1971, die de belevenissen van de familie Ten Boom van voor en tijdens de oorlog beschrijft. Dit boek is, hoewel Ten Boom het niet zelf geschreven heeft, uitgebracht als autobiografie. Dit boek heeft veel bijgedragen aan de bekendheid van Corrie ten Boom. Vooral in de Verenigde Staten werd ze bekend. In 1975 werd de gelijknamige film uitgebracht. Er is ook een stripverhaal van gemaakt.
Corrie ten Boom schreef zelf een aantal christelijke boeken, die goed werden en worden verkocht. In 1976 verschenen zowel In het huis van mijn vader: de jaren vóór de Schuilplaats als Zwerfster voor God, dat ze samen met Jamie Buckingham schreef en dat de reizen die Ten Boom vanaf haar 50ste levensjaar deed, beschrijft. Ze genoot faam door haar oneliners; ze was in staat om in korte, kernachtige zinnen bepaalde christelijke geloofswaarheden uit de doeken te doen.

### Latere jaren en overlijden
Op haar 85e ging de, nimmer in het huwelijk getreden, evangeliste in Orange (Californië) wonen. Rond haar 86ste jaar kreeg ze een aantal beroertes, waardoor ze gehandicapt raakte en haar spraakvermogen verloor. Over haar laatste vijf levensjaren schreef haar verzorgster Pamela Rosewell, die bij haar in huis woonde, het boek De stille jaren van Corrie ten Boom. Corrie ten Boom stierf in Placentia (Californië) op 15 april 1983, op haar 91e verjaardag.

## Onderscheidingen
Corrie ten Boom werd in 1962 bevorderd tot ridder in de Orde van Oranje-Nassau. Voor haar hulp aan Joodse onderduikers kreeg ze in 1967 de Yad Vashem-onderscheiding voor 'Rechtvaardige onder de Volkeren' van de staat Israël. Vader Casper en zus Betsie kregen deze onderscheiding postuum in 2008.

## Museum
Het vroegere huis van de familie Ten Boom in Haarlem is tegenwoordig een museum, gewijd aan de nagedachtenis van Corrie ten Boom en haar evangelisatiewerk.

## Films
Over het leven van Ten Boom zijn de volgende films gemaakt:
- De schuilplaats (1975)
- Terug naar de schuilplaats (2011)
- Het verhaal van Corrie ten Boom voor kinderen (animatie, 2013)
- Corrie ten Boom; het leven van een verzetsheldin (2014)
- The Hiding Place (2023)

|        |        |        |        | Casper ten Boom    | Casper ten Boom    | Casper ten Boom    | Casper ten Boom    | Casper ten Boom    | Casper ten Boom    |                  |                  | Cornelia Luitingh | Cornelia Luitingh | Cornelia Luitingh | Cornelia Luitingh | Cornelia Luitingh | Cornelia Luitingh |                  |                  |                  |                  |               |               |               |               |        |        |             |             |             |             |             |             |       |       |                  |                  |                  |                  |                  |                  |        |        |                             |                             |                             |                             |                             |                             |       |       |                   |                   |                   |                   |                   |                   |       |       |       |       |
|        |        |        |        | Casper ten Boom    | Casper ten Boom    | Casper ten Boom    | Casper ten Boom    | Casper ten Boom    | Casper ten Boom    |                  |                  | Cornelia Luitingh | Cornelia Luitingh | Cornelia Luitingh | Cornelia Luitingh | Cornelia Luitingh | Cornelia Luitingh |                  |                  |                  |                  |               |               |               |               |        |        |             |             |             |             |             |             |       |       |                  |                  |                  |                  |                  |                  |        |        |                             |                             |                             |                             |                             |                             |       |       |                   |                   |                   |                   |                   |                   |       |       |       |       |
|        |        |        |        |                    |                    |                    |                    |                    |                    |                  |                  |                   |                   |                   |                   |                   |                   |                  |                  |                  |                  |               |               |               |               |        |        |             |             |             |             |             |             |       |       |                  |                  |                  |                  |                  |                  |        |        |                             |                             |                             |                             |                             |                             |       |       |                   |                   |                   |                   |                   |                   |       |       |       |       |
|        |        |        |        |                    |                    |                    |                    |                    |                    |                  |                  |                   |                   |                   |                   |                   |                   |                  |                  |                  |                  |               |               |               |               |        |        |             |             |             |             |             |             |       |       |                  |                  |                  |                  |                  |                  |        |        |                             |                             |                             |                             |                             |                             |       |       |                   |                   |                   |                   |                   |                   |       |       |       |       |
|        |        |        |        | Elisabeth “Betsie” | Elisabeth “Betsie” | Elisabeth “Betsie” | Elisabeth “Betsie” | Elisabeth “Betsie” | Elisabeth “Betsie” |                  |                  | Willem            | Willem            | Willem            | Willem            | Willem            | Willem            |                  |                  | Tine van Veen    | Tine van Veen    | Tine van Veen | Tine van Veen | Tine van Veen | Tine van Veen |        |        | Hendrik-Jan | Hendrik-Jan | Hendrik-Jan | Hendrik-Jan | Hendrik-Jan | Hendrik-Jan |       |       | Arnolda “Nollie” | Arnolda “Nollie” | Arnolda “Nollie” | Arnolda “Nollie” | Arnolda “Nollie” | Arnolda “Nollie” |        |        | Frederik “Flip” van Woerden | Frederik “Flip” van Woerden | Frederik “Flip” van Woerden | Frederik “Flip” van Woerden | Frederik “Flip” van Woerden | Frederik “Flip” van Woerden |       |       | Cornelia “Corrie” | Cornelia “Corrie” | Cornelia “Corrie” | Cornelia “Corrie” | Cornelia “Corrie” | Cornelia “Corrie” |       |       |       |       |
|        |        |        |        | Elisabeth “Betsie” | Elisabeth “Betsie” | Elisabeth “Betsie” | Elisabeth “Betsie” | Elisabeth “Betsie” | Elisabeth “Betsie” |                  |                  | Willem            | Willem            | Willem            | Willem            | Willem            | Willem            |                  |                  | Tine van Veen    | Tine van Veen    | Tine van Veen | Tine van Veen | Tine van Veen | Tine van Veen |        |        | Hendrik-Jan | Hendrik-Jan | Hendrik-Jan | Hendrik-Jan | Hendrik-Jan | Hendrik-Jan |       |       | Arnolda “Nollie” | Arnolda “Nollie” | Arnolda “Nollie” | Arnolda “Nollie” | Arnolda “Nollie” | Arnolda “Nollie” |        |        | Frederik “Flip” van Woerden | Frederik “Flip” van Woerden | Frederik “Flip” van Woerden | Frederik “Flip” van Woerden | Frederik “Flip” van Woerden | Frederik “Flip” van Woerden |       |       | Cornelia “Corrie” | Cornelia “Corrie” | Cornelia “Corrie” | Cornelia “Corrie” | Cornelia “Corrie” | Cornelia “Corrie” |       |       |       |       |
|        |        |        |        |                    |                    |                    |                    |                    |                    |                  |                  |                   |                   |                   |                   |                   |                   |                  |                  |                  |                  |               |               |               |               |        |        |             |             |             |             |             |             |       |       |                  |                  |                  |                  |                  |                  |        |        |                             |                             |                             |                             |                             |                             |       |       |                   |                   |                   |                   |                   |                   |       |       |       |       |
|        |        |        |        |                    |                    |                    |                    |                    |                    |                  |                  |                   |                   |                   |                   |                   |                   |                  |                  |                  |                  |               |               |               |               |        |        |             |             |             |             |             |             |       |       |                  |                  |                  |                  |                  |                  |        |        |                             |                             |                             |                             |                             |                             |       |       |                   |                   |                   |                   |                   |                   |       |       |       |       |
| Casper | Casper | Casper | Casper | Casper             | Casper             |                    |                    | Hermanna “Hemmy”   | Hermanna “Hemmy”   | Hermanna “Hemmy” | Hermanna “Hemmy” | Hermanna “Hemmy”  | Hermanna “Hemmy”  |                   |                   | Christiaan “Kik”  | Christiaan “Kik”  | Christiaan “Kik” | Christiaan “Kik” | Christiaan “Kik” | Christiaan “Kik” |               |               | Nollie        | Nollie        | Nollie | Nollie | Nollie      | Nollie      |             |             | Jacob       | Jacob       | Jacob | Jacob | Jacob            | Jacob            |                  |                  | Agatha           | Agatha           | Agatha | Agatha | Agatha                      | Agatha                      |                             |                             | Peter                       | Peter                       | Peter | Peter | Peter             | Peter             |                   |                   | Cocky             | Cocky             | Cocky | Cocky | Cocky | Cocky |

## Werken
Door Corrie ten Boom, tenzij anders vermeld.
- Gevangene en toch...: herinneringen uit Scheveningen, Vught en Ravensbrück (1945)
- Maar één antwoord (z.j., plm. 1950)
- Verslagen vijanden: over okkulte machten (1966)
- John en Elizabeth Sherrill The hiding place, vertaald als De schuilplaats (1972) (ISBN 90-6067-411-1)
- In het huis van mijn vader: de jaren vóór de Schuilplaats (1976) (ISBN 90-6067-433-2)
- Zwerfster voor God (1976) (ISBN 90-6067-263-1)
- Marsorders voor de eindstrijd (1976) (ISBN 90-70048-02-7)
- Iedere dag nieuw: meditaties en gebeden (1978) (ISBN 90-6067-466-9)
- Het beste deel komt nog (1978) (ISBN 90-6067-067-1)
- Vertrouw op God (1979) (ISBN 90-6067-120-1)
- Vader ten Boom: man Gods (1979) (ISBN 90-6067-119-8)
- Leven in vreugde (1979) (ISBN 90-6067-467-7)
- Vrijheid voor gevangenen (1980) (ISBN 90-6067-150-3)
- Niet ik, maar Christus (1983) (ISBN 90-6067-255-0)
- Vertrouwen (1984) (ISBN 90-6067-513-4)
- Gezond verstand niet nodig (1984) (ISBN 90-6067-340-9)
- Zonder hem kan ik niets doen: verzamelde notities van Corrie ten Boom (1984) (ISBN 90-6067-260-7)
- Gedachten voor elke dag (1986) (ISBN 90-338-1166-9)
- Pamela Rosewell: De stille jaren van Corrie ten Boom (1987) uitgeverij Gideon (ISBN 90-6067-377-8) over haar laatste 5 levensjaren.
- Engelen: gezonden om Gods kinderen te dienen (1989) (ISBN 90-6067-520-7)
- Gebed: leren praten met de Allerhoogste (1989) (ISBN 90-6067-522-3)
- Overgave: de vreugde van het vertrouwen in God (1989) (ISBN 90-6067-523-1)
- Heiligmaking: de vorming van Christus' karakter in u (1989) (ISBN 90-6067-521-5)